# Unterbäch
Unterbäch es una comuna suiza del cantón del Valais, situata en el semi-distrito de Raroña occidental. Limita al norte con las comunas de Niedergesteln y Raron, al este con Bürchen, al sureste con Törbel, al sur con Embd, al suroeste con Ergisch, y al oeste con Eischoll.
Unterbäch es conocida por ser la primera comuna suiza en otorgar el derecho de voto a las mujeres.